# ینینگ هایزنگا
ینینگ هایزنگا (هلندی: Jenning Huizenga؛ زادهٔ ۲۹ مارس ۱۹۸۴) دوچرخه‌سوار اهل هلند است.
وی در مسابقات کشوری و بین‌المللی در مجموع برندهٔ ۱ مدال نقره، ۱ مدال برنز شده‌است.